# 湫山镇 (礼县)
湫山镇，原为湫山乡，是中华人民共和国甘肃省陇南市礼县下辖的一个乡镇级行政单位。2018年3月撤乡设镇。区划代码改为621226116。

## 行政区划
湫山镇下辖以下地区：
大盘村、白崖村、上坪村、勿吴村、下坪村、新庄村、小河村、高河村、包山村、双兑村、双郑村、护林村、高桥村、水晶村、丰池村、石洞村、大青村和磨科村。